# Sbarramento di Saletto
Lo sbarramento di Saletto (ted. Wieden-Sperre) è uno sbarramento facente parte del XIV settore di copertura Isarco del Vallo alpino in Alto Adige, che si in Val di Vizze (ted. Pfitscher Tal), che da Vipiteno si addentra fino al passo di Vizze (ted. Pfitscher Joch), in Alto Adige.

## Storia

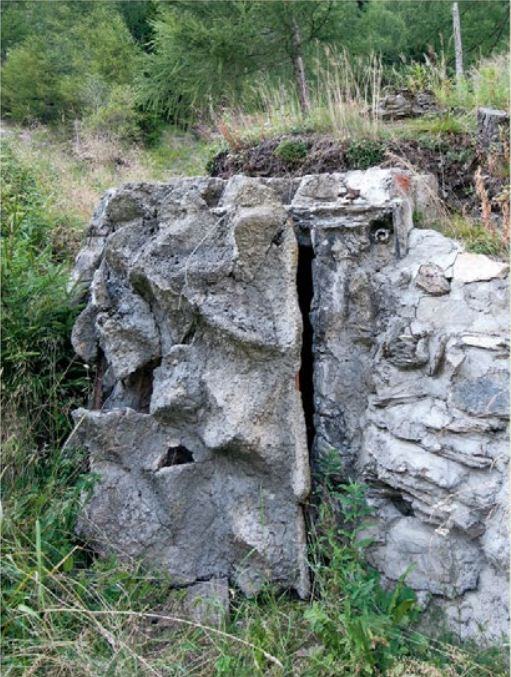
L'ingresso mascherato dell'opera 10

Questo sbarramento è in realtà uno sbarramento intermedio, la cui progettazione venne prevista nello studio relativo alla sistemazione difensiva della direttrice del Brennero, ovvero solamente nel febbraio del 1939.
Lo sbarramento si erge nei pressi delle località di Saletto (Wieden) e Fossa di Tures (Fußendraß), a difesa della direttrice secondaria della val di Vizze, aveva il compito di impedire l'eventuale avanzata di truppe nemiche:
- dal passo Vizze, dove già esistevano alcune postazioni campali e una casermetta difensiva. Qui erano inoltre previsti 2 appostamenti in calcestruzzo con un armamento di 4 mitragliatrici totali;
- dal passo Fundres (ted. Pfunderer Joch) per impedire la discesa lungo la omonima valle e costruire base di partenza per azioni di contrattacco. Qui nel 1939 erano previste 4 postazioni campali; l'anno seguente era in progetto una sistemazione tipo "C" composta da 3 caverne attive, con armamento complessivo di 4 mitragliatrici, 2 fucili mitragliatori e 4 mortai da 81.

Il progetto dello sbarramento prevedeva la costruzione di:
- 4 opere in caverna con un armamento totale di 8 mitragliatrici e 2 pezzi anticarro;
- 2 batterie da 65/17 Mod. 1908, a difesa della stretta di Saletto e dislocate in località Flanes (ted. Flans), a sud-ovest del lago di Novale (ted. Rieder Stausee).
- 1 appostamento in caverna a sud del lago, nel punto più stretto della valle, chiamato "La difesa", armato con 2 mitragliatrici e 1 pezzo anticarro (non venne mai realizzato).

Dopo che la costruzione delle opere fu iniziata a fine 1939 seguendo i dettami della circolare 7000, nel 1940 i progetti dovevano essere aggiornati alla circolare 15000. Tale situazione prevedeva la costruzione di 18 opere difensive; solamente 6 di queste, costruite in calcestruzzo, vennero ultimate, di 3 fu completato lo scavo della caverna, mentre le restanti non vennero realizzate.
Dopo la riattivazione in ambito NATO, allo sbarramento composto di sole 3 opere (opera 1, 9 e 10), è stato dato il nome in codice Saturno. Lo sbarramento aveva assegnati: 7 ufficiali, 12 sottufficiali e 102 soldati di truppa, per un totale di 121 uomini.
Questi erano alloggiati presso la casermetta che si trova in località Borgone, ovvero 1,5 chilometri dietro allo sbarramento difensivo.

## Fossato anticarro
In questo particolare sbarramento si valutò la costruzione di una difesa passiva, ovvero la costruzione di un fossato anticarro, anche se, oltre il passo Vizze non esisteva una vera e propria strada carreggiabile. Nonostante ciò la sua costruzione iniziò, pensando anche ad un suo scopo offensivo.

## Tabella delle opere dello sbarramento
|                | Tipo        | Fuc. MTR | MTR | Cann A.C. | Cannoni 75/27 | Osserv. | Mortai |
| -------------- | ----------- | -------- | --- | --------- | ------------- | ------- | ------ |
| Opera 1 (*)    | Grande CAV  | -        | 3   | -         | 2             | 1/t     | -      |
| Opera 2        | Media CLS   | -        | 3   | -         | -             | t       | -      |
| Opera 3        | Grande CLS  | -        | 5   | -         | -             | -       | -      |
| Opera 4        | Piccola CLS | -        | 2   | -         | -             | -       | -      |
| Opera 5 (**)   | Media CAV   | -        | -   | -         | -             | 1       | -      |
| Opera 6 (**)   | Media CLS   | -        | -   | -         | -             | -       | -      |
| Opera 7        | Grande CLS  | -        | 5   | -         | -             | 1       | -      |
| Opera 8        | Media CLS   | -        | 2   | 1         | -             | -       | -      |
| Opera 9        | Media CAV   | -        | 3   | 1         | -             | 1       | -      |
| Opera 10 (***) | Media CLS   | -        | 3   | 1         | -             | -       | -      |
| Opera 11       | Media CAV   | -        | 3   | -         | -             | 1       | -      |
| Opera 12 (**)  | Grande CAV  | -        | -   | -         | -             | -       | 1      |
| Opera 13       | Media CAV   | -        | 3   | -         | -             | 1       | -      |
| Totale         | 13          | -        | 32  | 3         | 2             | 7       | 1      |

- (*) Dati relativi a ciò che venne realizzato; inizialmente il progetto prevedeva 13 armi per quest'opera.
- (**) Opere con dati armamento non rintracciabili.
- (***) Opere progettate prima del 1940.

## Descrizione delle opere dello sbarramento

### Opera 2
- Come raggiungere l'opera

L'opera è collocata sopra una collinetta.
- Caratteristiche

Opera in monoblocco di dimensioni medie in calcestruzzo. Oggigiorno risulta totalmente ricoperta dalla vegetazione.
- Nome in codice (in ambito NATO):
- Armamento previsto

3 mitragliatrici ed un osservatorio
- Ingressi

L'opera ha almeno un ingresso
- Dati relativi a agosto 2011
- Coordinate geografiche: 46°56′52.39″N 11°32′41.79″E